# Roberto Baronio
Roberto Baronio (Manerbio, 11 december 1977) is een Italiaans betaald voetballer die bij voorkeur op het middenveld speelt. Hij trad in 2005 voor de tweede keer in dienst bij SS Lazio, dat hem overnam van Chievo Verona. In 2010 trok hij naar derdeklasser Atletico Roma.

## Interlandcarrière
Baronio kwam één keer uit voor de nationale ploeg van Italië. Onder leiding van bondscoach Marcelo Lippi maakte hij zijn debuut op 11 juni 2005 in de vriendschappelijke wedstrijd tegen Ecuador (1-1). Hij viel in dat duel na 45 minuten in voor de andere debutant: Dario Dainelli (Fiorentina).

## Carrière
- 1994-1996: Brescia Calcio
- 1996-2001: SS Lazio
  - 1997-1998: → Vicenza Calcio (huur)
  - 1999-2000: → Reggina Calcio (huur)
- 2001-2002: ACF Fiorentina
- 2002-2003: Perugia Calcio
- 2003-2005: Chievo Verona
- 2005-2010 Lazio
  - 2006: → Udinese Calcio (huur)
  - 2008-2009: → Brescia Calcio (huur)
- 2010-... : Atletico Roma